# Otočje Sulcis
Otočje Sulcis (v italijanskem izvirniku Arcipelago del Sulcis [arčipèlago del sùlcis]), je skupina sedmih otokov v Sardinskem morju, zahodno od mesta Carbonia. Upravno spada pod italijansko deželo Sardinija (pokrajina Carbonia - Iglesias).
Otočje je vulkanskega izvora. Na zahodu je skalnato in se spušča v morje v navpičnih stenah, a proti vzhodu prehaja v položne peščene obale, ki ustvarjajo laguno ob Sardinski obali. Ta laguna je umetno zagrajena z ozkim nasipom, ki povezuje veliki otok Sant'Antioco z obalo. Ponekod je pogovorni jezik tabarkino, ki izhaja iz starega ligurskega jezika.
Otočje sestoji iz sledečih otokov:
| Otok              | Površina km² |
| ----------------- | ------------ |
| Sant'Antioco      | 108,9        |
| San Pietro        | 51           |
| Isola Piana       | 0,2          |
| Isola del Toro    | 0,11         |
| Isola della Vacca |              |
| Isola del Corno   | 0,002        |
| Isola dei Ratti   |              |